# Symbiezidium transversale
Symbiezidium transversale är en bladmossart som först beskrevs av Olof Swartz, och fick sitt nu gällande namn av Vittore Benedetto Antonio Trevisan de Saint-Léon. Symbiezidium transversale ingår i släktet Symbiezidium och familjen Lejeuneaceae. Inga underarter finns listade i Catalogue of Life.